# Grote Scheldeprijs 1983
Il Grote Scheldeprijs 1983, sessantanovesima edizione della corsa, si svolse il 2 agosto per un percorso di 242 km, con partenza ed arrivo a Schoten. Fu vinto dal belga Jan Bogaert della squadra Europ-Decor-Dries davanti ai connazionali Ludo Schurgers e Frank Hoste.

## Ordine d'arrivo (Top 10)
| Pos. | Corridore           | Squadra                  | Tempo    |
| ---- | ------------------- | ------------------------ | -------- |
| 1    | Jan Bogaert         | Europ-Decor-Dries        | 5h46'00" |
| 2    | Ludo Schurgers      | Masta-TeVe Blad-Concorde | s.t.     |
| 3    | Frank Hoste         | Europ-Decor-Dries        | s.t.     |
| 4    | Emiel Gijsemans     | Masta-TeVe Blad-Concorde | s.t.     |
| 5    | Werner Devos        | Boule d'Or-Colnago       | s.t.     |
| 6    | Mario van Vlimmeren | Beckers Snacks           | s.t.     |
| 7    | Marc Van den Brande | Perlav-Euro-Soap         | s.t.     |
| 8    | Ronan De Meyer      | Boule d'Or-Colnago       | s.t.     |
| 9    | Eddy Vanhaerens     | Safir-Van De Ven         | s.t.     |
| 10   | Romain Costermans   | Beckers Snacks           | s.t.     |